# كريستوفر فينلاي فرازير
كريستوفر فينلاي فرازير هو سياسي كندي، ولد في 16 أكتوبر 1839 في بروكفيل في كندا، وتوفي في 24 أغسطس 1894 في تورونتو في كندا. نشط حزبياً في الحزب الليبرالي في أونتاريو ‏. وقد انتخب عضو برلمان مقاطعة أونتاريو ‏.